# Koki Fukui
Koki Fukui (福井 光輝 Fukui Koki?, Kanagawa, 4 de noviembre de 1995) es un futbolista japonés que juega como guardameta en el Cerezo Osaka.

## Trayectoria

### Clubes
| Club                 | País  | Año       |
| -------------------- | ----- | --------- |
| F. C. Machida Zelvia | Japón | 2018-2024 |
| Cerezo Osaka         | Japón | 2025-     |